# Johann Niemann
Johann Niemann, född 4 augusti 1913 i Völlen, död 14 oktober 1943 i Sobibór, var en tysk SS-officer. Han var bland annat verksam i förintelselägret Sobibór, där han var ställföreträdande kommendant.

## Biografi
Johann Niemann inträdde i Nationalsocialistiska tyska arbetarepartiet (NSDAP) 1931 och i Schutzstaffel (SS) 1934. Mellan 1934 och 1941 tjänstgjorde han i koncentrationslägren Esterwegen och Sachsenhausen. Han var även verksam vid eutanasianstalten i Bernburg (NS-Tötungsanstalt Bernburg), där han hade i uppgift att bränna de mördades lik.
År 1942 var Niemann chef för Lager II, själva avrättningsområdet, i förintelselägret Bełżec. Senare samma år förflyttades han till Sobibór, där han blev lägerkommendanten Franz Reichleitners ställföreträdare. Den 14 oktober 1943 utbröt ett uppror bland fångarna i Sobibór, under vilket Niemann höggs ihjäl med en yxa.

## Populärkultur
I den brittiska TV-filmen Flykten från Sobibór från 1987 spelas Johann Niemann av Henry Stolow.